# Chicago Bulls 1974-1975
La stagione 1974-75 dei Chicago Bulls fu la 9ª nella NBA per la franchigia.
I Chicago Bulls vinsero la Midwest Division della Western Conference con un record di 47-35. Nei play-off vinsero la semifinale di conference con i Kansas City-Omaha Kings (4-2), perdendo poi la finale di conference con i Golden State Warriors (4-3).

## Roster
| N° | Naz.                   | Ruolo | Sportivo        | Anno | Alt. | Peso |
| -- | ---------------------- | ----- | --------------- | ---- | ---- | ---- |
| 2  | Stati Uniti (bandiera) | G     | Norm Van Lier   | 1947 | 185  | 78   |
| 4  | Stati Uniti (bandiera) | GA    | Jerry Sloan     | 1942 | 196  | 88   |
| 5  | Stati Uniti (bandiera) | G     | Leon Benbow     | 1950 | 193  | 84   |
| 8  | Stati Uniti (bandiera) | A     | Mickey Johnson  | 1952 | 208  | 86   |
| 10 | Stati Uniti (bandiera) | A     | Bob Love        | 1942 | 203  | 98   |
| 12 | Stati Uniti (bandiera) | G     | Rick Adelman    | 1946 | 185  | 79   |
| 14 | Stati Uniti (bandiera) | GA    | Matt Guokas     | 1944 | 196  | 79   |
| 18 | Stati Uniti (bandiera) | C     | Tom Boerwinkle  | 1945 | 213  | 120  |
| 23 | Stati Uniti (bandiera) | A     | Rowland Garrett | 1950 | 198  | 95   |
| 25 | Stati Uniti (bandiera) | GA    | Chet Walker     | 1940 | 198  | 96   |
| 31 | Stati Uniti (bandiera) | A     | Bill Hewitt     | 1944 | 201  | 95   |
| 34 | Stati Uniti (bandiera) | G     | Bobby Wilson    | 1951 | 191  | 79   |
| 35 | Stati Uniti (bandiera) | AC    | John Block      | 1944 | 206  | 94   |
| 42 | Stati Uniti (bandiera) | AC    | Nate Thurmond   | 1941 | 211  | 102  |

## Staff tecnico
- Allenatore: Dick Motta
- Vice-allenatore: Ed Badger
- Preparatore atletico: Bob Biel